# Psicosis (luchador)
Dionicio Castellanos Torres (19 de mayo de 1971) es un luchador profesional mexicano, quien más recientemente ha trabajado para Asistencia Asesoría y Administración (AAA) bajo el nombre de Nicho El Millonario. Castellanos es más conocido por haber trabajado para la World Wrestling Entertainment (WWE), World Championship Wrestling (WCW), Extreme Championship Wrestling (ECW), Total Nonstop Action Wrestling (TNA) y Xtreme Pro Wrestling (XPW) bajo el nombre de Psicosis (a veces anglicanizado como Psychosis).
Dentro de sus logros destacan dos reinados como Campeón Peso Crucero de la WCW, Campeón Mundial de Parejas de AAA con el reinado más largo en su único reinado.

## Carrera

### Inicios
Castellanos debutó como El Salvaje, después de haber sido entrenado por Rey Mysterio, Sr. y su hermano, Fobia; haciendo equipo con su hermano. Empezó a pelear como Psicosis en la Asistencia Asesoría y Administración en su nativa Baja California en marzo de 1989, donde tuvo feudos con El Hijo del Santo y Rey Mysterio (peleó contra Rey Mysterio Jr. 500 veces durante su carrera, acorde con lo que dijo Joey Styles en ECW One Night Stand 2005). Tuvo frecuentes feudos con L. A. Park, Juventud Guerrera y Fuerza Guerrera. 
Psicosis primero hizo un nombre para él mismo en los Estados Unidos a través de un PPV broadcast, When Worlds Collide, donde su equipo (Fuerza Guerrera y Madonna's Boyfriend) recogieron la victoria contra el equipo Heavy Metal, Latin Lover & Rey Mysterio, Jr. él también trabajó en tres combates aclamados con Rey Mysterio, Jr. en ECW entre noviembre de 1995.

### World Championship Wrestling (1996-2000)
Firmó un contrato con la World Championship Wrestling en 1996, cambiando su nombre a Psychosis. Su debut televisivo fue el 8 de julio de 1996 contra Eddie Guerrero dirante un tour de la WCW en los Disney MGM Studios. Durante los primeros años, hizo frente a varios luchadores, normalmente haciendo spots en los PPV. Más tarde, empezó un feudo con Último Dragon siendo face y después fue contratado por el mánager de Dragón, Sonny Onoo, cambiando a heel en el proceso. Durante el feudo no pudo derrotar a Último, así que empezó a hacer un equipo con La Parka bajo la tutela de Onoo. Después de que Onoo se fuera con Mortis y Wrath, el equipo se disolvió, peleándose los miembros después de sus peleas. Castellanos se enfrentó a La Parka en Spring Stampede el 19 de abril de 1998 en una pelea en la cual ganó. 
En 1999, Psicosis se unió a la Latino World Order de Eddie Guerrero. El grupo estaba compuesto exclusivamente de luchadores mexicanos, pero se disolvieron por culpa del nWo poco después. El 19 de abril de 1999, en WCW Monday Nitro, Psychosis derrotó a Blitzkrieg, Juventud Guerrera y en una pelea Fatal 4-Way, ganando el Campeonato Peso Crucero de la WCW por primera vez. Lo perdió frente a Rey Mysterio una semana después. 
Psicosis perdió su máscara contra Rey Mysterio Jr. durante un tour de México en una pelea Máscara vs. Máscara, así que, al finalizar la pelea, le dio su máscaraa Rey tapándose la cara com una toalla. Después volvió a perder su máscara frente a Billy Kidman en 27 de septiembre de 1999 durante un episodio de Nitro y después contra rey misterio sr en tijuana. Tras esto, cuando Juventud Guerrera ganó el IWGP Junior Heavyweight Title, Juventud se lesionó y Psicosis defendiíó el título, perdiéndolo ante Jushin Thunder Liger.
Psicosis consiguió de nuevo el Campeonato Peso Crucero después de ser desenmascarado, cuando el futuro campeón Lenny Lane fue echado de la TV por poner anuncios de la GLAAD y Castellanos tuvo que defender el título. Los anunciaodres dijeron que lo había ganado en un house show. Tenía que perderlo contra Disco Inferno en un episodio de Nitro, el mismo en el que se le vería por primera vez con el título.

### Circuitos independientes (2000-2005)
Psicosis fue liberado de la WCW en el verano de 2000, cual resultó en un esperado regreso a ECW la cual operó de julio a noviembre del 2000. El highlight de su segunda corrida fue un increíble combate con Yoshihiro Tajiri en la ECW Arena, también como aparición en Heat Wave 2000 PPV, compitiendo en un 3-Way Dance contra Yoshihiro Tajiri y Little Guido. Él fue también parte de un short-lived Xtreme Wrestling Federation y World Wrestling All-Stars promotions, y tuvo un instinto en All Japan Pro Wrestling. Psicosis tuvo un margen en Xtreme Pro Wrestling, aliándose a Konnan, Juventud Guerrera, Halloween y Damian 666 como "La Familia".
Psicosis tuvo una disputa con AAA en México la cual siempre a manifestado tener los derechos del nombre (PSICOSIS), entonces lo transformó por Nicho El Millonario y continuó trabajando en México, habitualmente en Tijuana con fechas ocasionales en los Estados Unidos y Consejo Mundial de Lucha Libre. Psicosis hizo varias apariciones para Total Nonstop Action Wrestling y luchó en la TNA PPV Victory Road 2004 como parte de 20 man international invitational, siendo eliminado y ganando el Torneo el luchador y exmiembro de LWO Héctor Garza.
En 2005, regresó a AAA para disputar con el luchador que hasta la fecha porta el nombre de "Psicosis" el cual anteriormente era llamado ""LEON NEGRO"", quien tomo dicho nombre (PSICOSIS II) cuando Dionicio abandono promociones Antonio Peña (AAA). Los dos tuvieron una lucha de "nombre vs. nombre" ladder match en Triplemania XIII, pero [Histeria II] entró y obtuvo los derechos del nombre para él mismo, haciendo la pelea en triple amenaza.

### World Wrestling Entertainment

#### 2005
En 2005, Castellanos firmó un contrato con WWE, apareciendo en la promo del PPV ECW One Night Stand 2005 el 12 de junio de 2005, perdiendo frente a Rey Mysterio. Hizo su debut en televisión el 18 de junio de 2005 en WWE Velocity, haciendo equipo con Super Crazy para derrotar a Akio y Billy Kidman.
Psicosis, Super Crazy y Juventud se unieron para formar un stable conocido como The Mexicools. El grupo hizo su debut como heels el 23 de junio de 2005, cuando los tres miembros llegaron al ring en un John Deere lawn mower, con la pegatina diciendo Juan Deere para ser más mexicano, vistiendo quimonos coveralls y atacando a varios participantes de Chavo Guerrero y el combate de Paul London por el WWE Cruiserweight Championship.
Juventud cortó una promo cuestionando el honor de los "verdaderos mexicanos Luchadores" en el cruiserweight division, antes de ir a debatir el estado actual de Mexican Americans en general. Psicosis intervino en el lawnmower y llegaron en una "Limo 2005 Mexicana" y el grupo clamó que incluso el presidente de México ayuda a mexicanos en los Estados Unidos (se estaba refiriendo a marca controversial de Vicente Fox que inmigrantes mexicanos hacen los trabajos "que ni siquiera los negros querían hacer"). Juventud entonces estató que ellos eran "no por mucho tiempo tenían que trabajar y limpiar los baños para "ellos" (los "gringos") pero "ellos" fueron a trabajar para "nosotros" (The Mexicools)", antes de arreglar el equipo "no Mexicans pero Mexicools!" En las siguientes semanas, ellos continuaron a interfere en combates y estropear la imagen stereotipa de Mexicans en los Estados Unidos, incluso viniendo a ring cada uno con su propio lawnmower.
El 24 de julio de 2005, en The Great American combatió contra los miembros de la bWo en un six-man tag match, el grupo hizo la cuenta a Steven Richards, consiguiendo la primera victoria en un PPV de Mexicools. El trío se convirtió en dúo cuando Juventud Guerrera se enfeudó con Nunzio y Vito. El 2 de diciembre de 2005, en una edición de SmackDown!, Super Crazy y Psicosis compitieron en una battle royal contra otros 5 equipos. La pareja ganó y se consiguieron un combate contra MNM en Armageddon 2005 por el Campeonato Mundial por Parejas de la WWE, cancelándose el combate luego de que MNM perdieran los títulos antes de su combate.

#### 2006
El 27 de enero de 2006, en una edición de SmackDown!, Super Crazy y Psicosis derrotaron The Dicks y los F.B.I. en un three-way tag team match para ganar las plazas en la 2006 Royal Rumble el 29 de enero de 2006. En el PPV, Psicosis entró el número cuatro, siendo el segundo eliminado por Rey Mysterio.
A mediados de 2006, la ECW fue reincorporada como la tercera marca de la WWE y se esperaba que Super Crazy dejara a Psicosis y SmackDown! para ir a la nueva ECW. Durante ese tiempo, Psicosis y Crazy comenzaron a distanciarse, debido a que Psicosis abandonó a Crazy varias veces en luchas frente a The Great Khali. Finalmente el equipo se disolvió cuando Psicosis se volvió heel. La última lucha televisada de Psicosis fue el 21 de julio de 2006, en SmackDown!, la cual perdió frente Super Crazy.
WWE.com confirmó oficialmente el despido de Psicosis el 1 de noviembre de 2006 luego de su arresto.

### Consejo Mundial de Lucha Libre (2006)
Psicosis trabajó en el Consejo Mundial de Lucha Libre bajo el nombre de Nicho El Millionaro hasta el 2007. Al final de 2006, accidentalmente destrozó su nariz y se afeitó la cabeza en una pelea contra Hijo del Misterio. Se arregló la nariz en un hospital cercano para la siguiente lucha.
También ganó en la World Wrestling Association el Campeonato Mundial Junior Peso Ligero de la WWA, perdiéndolo ante Dr. Wagner.

### Asistencia Asesoría y Administración

#### 2007-2010
El 3 de marzo de 2007 televisaron un episodio de AAA, en el cual Dionicio apareció como Nicho y empezó a luchar contra El Cibernético. En la cual portaba la máscara de La Parka, con el objetivo de que La Parka fuese expulsado de AAA. Psicosis recientemente se unió a la nueva versión de La Familia de Tijuana, junto con Halloween Extreme Tiger, bajo el nombre de Nicho el Millonario. Volvió a la compañía tras dejarla por unos meses y se unió a Joe Líder conformando el equipo conocido como la ""HERMANDAD EXTREMA 187"", y juntos comenzaron a atacar a La Familia de Tijuana y the Mexican Powers.
El 14 de septiembre de 2008 en verano de Escándalo, Nicho y Joe Líder ganaron el Campeonato Mundial por Parejas de la AAA tras derrotar a Crazy Boy y Último Gladiador, a la The Hart Foundation 2.0 (Jack Evans y Teddy Hart) y a los campeones Halloween y Extreme Tiger en un four-way ladder match y lo retuvieron ante Latin Lover y Marco Corleone en Triplemanía XVII.

En verano de escándalo, retuvieron los campeonatos de parejas ante Gronda y El Elegido, al final de la función, apareció Grond XXX (el primer Gronda) para agredir a (GRONDA II). y este se unió a la hermandad 187. Juntos Iniciaron una fuerte rivalidad en contra de Elegido Gronda y Decnnis, rivalidad que llevaron hasta una jaula extrema en Héroes Inmortales III, donde lograron una victoria sobre los Metrosexuales.

Terminando su feudo con los metrosexuales, iniciaron un corto feudo contra Marco Corleone y Jack Evans, pero Corleone unos días antes de la función de Guerra de titanes 2009 resultó lesionado, y en el evento la hermandad retuvo de manera fácil los campeonatos.

#### 2010
La hermandad inicia el año afirmando que son mercenarios, y que prestan sus servicios a quien los necesite, en Rey de Reyes 2010 Nicho y Joe Lider fueron luchadores sorpresa elegidos por Joaquín Roldan, para ayudar a Pimpinela en contra de Wagner, último gladiador y Silver King, lucha que ganaron y Pimpinela se convirtió en Wagnermaniaco. Tras esto Konnan les reclamo y Nicho se defendió argumentando que son mercenarios, y no importa quien tenga a su lado, mientras le page luchará, tras esto creó una rencilla con la Legión extrajera, el 19 de marzo perderían los campeonatos después de más de un año de portarlos, a manos de ishimori y Morishima, Japoneses traídos por Konnan y representaban a la legión extranjera, después de este evento, inicia la rivalidad entre la hermandad contra la legión.

En triplemania XVIII se enfrentó la hermandad ante los Maniacos, Beer Money, Inc. y Atsushi Aoki y Go Shiozaki, en una lucha de eliminación de parejas, pero fueron los segundos en ser derrotados a manos de Beer Money.

Nicho y Lider continuaron con su feudo en contra de Konnan y su legión, y jurarón que toda la legión caerá, y el primero en pagar fue Kenzo susuki cuando lo golpearon por la espalda.
Y su segunda víctima fue Chessman al cual lo lesionaron de una de sus piernas quedando fuera de circulación un par de meses.
Posteriormente intervino en Triplemanía XIX en la lucha de la Heavy Metal, Joe Líder y Electroshock contra los Maníacos, Último Gladiador, Silver King y Chessman, siendo suspendido al hacerlo por Joaquín Roldán, ya que había estipulado que para ese evento, ningún luchador podría intervenir en una lucha donde no estuviera programado. La suspensión suponía de tres meses, pero al no estar de acuerdo, Nicho anunció su renuncia de la empresa (Kayfabe).

#### 2011- 2014
Hizo su regreso en verano de Escándalo atacando a Joe lider cambiándose a heel comenzando un feudo entre ambos, y eventos más después sería un nuevo integrante de los Perros del Mal (fundada por el Hijo del Perro Aguayo) dándole el espaldarazo a la AAA. Más adelante, crece la rivalidad entre Dionosio y Joe, una vez Dionicio engrapa su playera de "Los Perros" en la frente de Joe Lider, Días después, en la función de Ciudad Neza Dionicio sufre una quemadura en el rostro debido a que Joe tenía un spray y lo prende, a partir de este acontecimiento Dionicio regresa utilizando por el mes de mayo de 2012 el personaje que lo internacionalizo que es Psicosis.
En eventos previos a TripleManía XX, Dionicio es confirmado para luchar con Joe Lider en una lucha de jaula de relevos increíbles donde iban a enfrentarse con Halloween y Xtreme Tiger, Chessman y Juventud Guerrera y Teddy Hary y Jack Evans, pero en ciertas reglas de lucha, ya que el luchador que pierda el combate, tendrá que enfrentarse con su compañero en un mano a mano de apuesta, ya sea máscara o cabellera. A la llegada del evento, Dionicio (bajo el nombre de Psicosis) y Joe estaban con Chessman que eran los últimos en que se disputaban la victoria, pero se sale de la jaula dejando a Chessman que también se sale de la jaula dejando a Joe adentro, lo que Dionicio y Joe como perdían tendrían que enfrentarse en una lucha de apuestas. Al inicio de la lucha, Dionicio es desenmascarado por Joe diciendo que sería una lucha de cabellera vs cabellera, en lo cual, se enfrentaron en una lucha extrema ganando la lucha, ya que Dionicio cubre a Joe después de impactarlo en las mesas y una escalera, por lo que le ganaba la cabellera de Joe Lider. 

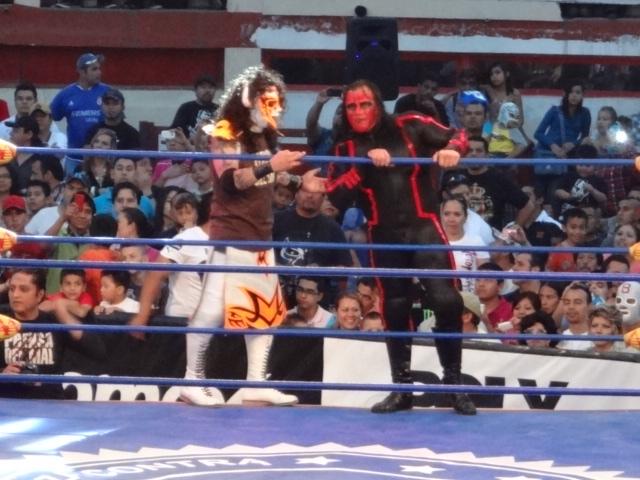
Junto a Chessman (derecha) en el evento Rey de Reyes, 2013.

El 23 de noviembre de 2013, Psicosis y Daga traicionaron al Hijo del Perro Aguayo, considerándole un traidor por haber formado una alianza con Cibernético. El 8 de diciembre en Guerra de Titanes, Aguayo, Daga y Psicosis revealaron que se la habían jugado a Cibernético, cuando Aguayo le traicionó y regresó a Los Perros del Mal, como una extensión de La Sociedad. El 2 de agosto de 2014, Castellanos anunció que dejaba la AAA.
Actualmente lucha en el circuito independiente bajo el nombre de nicho el millonario.
Su logro más reciente es la cabellera de pagano.

### Regreso al circuito independiente (2014-2016)
El 15 de agosto de 2014, La Familia de Tijuana (Damian 666, Extreme Tiger, Halloween and Nicho) contra y perdió a Chavo Guerrero Jr.,  Hernandez, Homicidios y Luke Hawx en un equipo de 8 jugadores en el Zeut Promotions Debut Show. La semana siguiente, el 22 de agosto de 2014, Nicho se unió a Fuerza Guerrera y al Rey Azteca y perdió contra  LA Par-K, Máscara Sagrada y Octagon en un partido de 6 hombres en Colosal. Cuatro semanas después, el 26 de septiembre de 2014, Psicosis y Venom derrotaron a Freesbe y La Abeja en un partido de equipo de etiqueta en BSW. Al día siguiente, el 27 de septiembre de 2014, Necro Butcher derrotó a Nicho y Joe Lider en un partido de 3 vías en NGX. El 12 de octubre, Psicosis se reunió con Juventud Guerrera en un esfuerzo por perder a Hijo del Santo y Santo Jr. en la tarjeta debut de Lucha Ilimitado en Yakima, Washington. El 24 de octubre de 2014, Arandu derrotó a Extreme Tiger, Nicho y TJ Boy en un combate fatal de 4 vías en BSW. El 24 de julio de 2015, Nicho derrotó a Pagano en un partido de cabello contra cabello en un evento en vivo.

### Regreso a AAA (2016-2017)
El 23 de marzo de 2016, en  Rey de Reyes, Nicho regresó a la AAA por primera vez en casi dos años, junto con los miembros de  Los Fronterizos   Damián 666,  Halloween y Pagano atacaron Pentagón Jr.,  Taya, Khan, Lider y Daga, después de que Pentagón Jr. ganara el partido. El 5 de junio de 2016, en Worldwide en Orizaba, Nicho bajó y calculó el costo de  Los Perros del Mal  y permitió que  Los Psycho Circus  ganara. Nicho eliminó a Ricky Marvin y El Hijo de Pirata Morgan, antes de que Los Perros del Mal lo distrajeran en el partido y permitieran a Psycho Clown ganar en un partido fatal de eliminación en 4 vías.

## Campeonatos y logros
- All Pro Wrestling

- APW Internet Championship (1 vez)

- Asistencia Asesoría y Administración

- Campeonato Mundial en Parejas de AAA (1 vez) - con Joe Líder
- Salón de la Fama AAA (2024)

- Comisión de Box y Lucha Libre México D.F.

- Mexican National Trios Championship (2 veces) - con Fuerza Guerrera & Blue Panther (1) y Halloween & Damián 666 (1)
- Mexican National Welterweight Championship (2 veces)

- World Championship Wrestling

- WCW Cruiserweight Championship (2 veces)

- World Pro Wrestling

- WPW Cruiserweight Championship (1 vez)

- World Wrestling Association

- WWA National Welterweight Championship (2 veces)
- WWA World Welterweight Championship (2 veces)
- WWA World Junior Light Heavyweight Championship (1 vez)

- Xtreme Latin American Wrestling

- XLAW Heavyweight Championship (1 vez)

- Pro Wrestling Illustrated
  - Situado en el N°197 en los PWI 500 del 1994[7]
  - Situado en el N°85 en los PWI 500 del 1995[8]
  - Situado en el N°39 en los PWI 500 del 1996[9]
  - Situado en el N°52 en los PWI 500 del 1997[10]
  - Situado en el N°41 en los PWI 500 del 1998[11]
  - Situado en el N°40 en los PWI 500 del 1999[12]
  - Situado en el N°120 en los PWI 500 del 2000[13]
  - Situado en el N°33 en los PWI 500 del 2001[14]
  - Situado en el N°50 en los PWI 500 del 2002[15]
  - Situado en el N°134 en los PWI 500 del 2003[16]
  - Situado en el N°71 en los PWI 500 del 2004[17]
  - Situado en el N°144 en los PWI 500 del 2005[18]
  - Situado en el N°162 en los PWI 500 del 2006[19]
  - Situado en el N°302 en los PWI 500 del 2007[20]
  - Situado en el N°258 en los PWI 500 del 2009
  - N°107 dentro de los mejores 500 luchadores de la historia - PWI Years, 2003.[21]
  - Situado en el Nº198 en los PWI 500 de 2010[22]

- Wrestling Observer Newsletter

- Lucha 5 Estrellas con Heavy Metal & Picudo vs Rey Mysterio Jr., Super Caló & Winners (AAA Sin Límite, 29 de enero de 1993)
- Lucha 5 Estrellas vs Rey Mysterio Jr. (AAA House Show, 22 de septiembre de 1995)

## Luchas de apuestas
| Apuesta         | Ganador                        | Perdedor                            | Lugar                    | Fecha                    | Notas |
| --------------- | ------------------------------ | ----------------------------------- | ------------------------ | ------------------------ | --- |
| Cabello/Máscara | Colibrí &??                    | El Salvaje & Caballero de la Muerte | Tijuana, Baja California | 1991                     | |
| Máscara         | Psicosis                       | Ultraman 2000                       | Tijuana, Baja California | 16 de marzo de 1996      | |
| Máscara         | Rey Misterio                   | Psicosis                            | Tijuana, Baja California | 26 de agosto de 1999     | [ 23 ] |
| Máscara         | Billy Kidman                   | Psicosis                            | Atlanta, Georgia, USA    | 27 de septiembre de 1999 | Perdió la misma máscara dos veces, una en México y otra en los Estados Unidos.                                                                     |
| Cabello         | Nicho el Millonario            | Rey Misterio                        | Tijuana, Baja California | 12 de mayo de 2000       | |
| Cabello         | Nicho el Millonario            | Fobia                               | Tijuana, Baja California | 13 de octubre de 2000    | |
| Cabello         | Nicho el Millonario            | Scorpio Jr.                         | Tijuana, Baja California | 22 de octubre de 2000    | |
| Cabello         | El Hijo del Santo              | Nicho el Millonario                 | Tijuana, Baja California | 6 de abril de 2001       | |
| Cabello         | L. A. Park                     | Nicho el Millonario                 | Tijuana, Baja California | 8 de octubre de 2004     | |
| Cabello         | Rey Misterio                   | Nicho el Millonario                 | Tijuana, Baja California | 1 de diciembre de 2006   | Lucha en jaula con el Hijo de Rey Misterio & Super Parka.                                                                                          |
| Cabello         | Nicho el Millonario o Psicosis | Joe Lider                           | Ciudad de México         | 5 de agosto de 2012      | Perdió como pareja a lado de Joe Lider en una lucha de jaula en relevos increíbles, en lo cual, se enfrentaron ganándole a Joel Lider su cabellera |
| Cabello         | Nicho el millonario            | Pagano                              | Tijuana                  | 26 de julio de 2015      | |